# Gandu (ort)
Gandu är en ort i Brasilien.   Den ligger i kommunen Gandu och delstaten Bahia, i den östra delen av landet, 900 km öster om huvudstaden Brasília. Gandu ligger 159 meter över havet och antalet invånare är 21 565.
Terrängen runt Gandu är platt norrut, men söderut är den kuperad. Gandu ligger nere i en dal. Det finns inga andra samhällen i närheten.
I omgivningarna runt Gandu växer i huvudsak städsegrön lövskog. Runt Gandu är det ganska tätbefolkat, med 116 invånare per kvadratkilometer.